# Stapleford (Cambridgeshire)
Stapleford è un villaggio e parrocchia civile dell'Inghilterra, appartenente alla contea del Cambridgeshire.